# Lira (glasbilo)
Lira, (gr., lyra), starogrško glasbilo na strune, napete na okvir v obliki jarma. Je najstarejše strunsko glasbilo.
včasih je bila izdelana iz želvinega oklepa in antilopinih rogov. Med njima je bila deska ter 6 strun.
Lira je glasbeni instrument starih Grkov in drugih ljudstev ob Sredozemskem morju. Najstarejša oblika lire je imela 4 do 7 strun. Nanjo so igrali s prsti ali s kovinskim naprstnikom.
Lira je bila v zgodnjem srednjem veku upoštevan godalni instrument, iz katerega se je razvila kasnejša violina in pred njo še drugi godalni instrumenti; tenorska - lira da braccio - s 7 strunami, basovska - lira da gamba - s 9 do 12 strunami, kontrabasovaka - arhiviola da lira - z 12 do 14 strunami. Po legendi je Hermes naredil liro Apolonu in jo dal v zameno za svete krave.
Lira je simbol lepote, harmonije, preprostost, sozvočje, duhovnost, fantazijo … Je tudi simbol lirskega pesništva in glasbe.

## Galerija slik
- Apolon igra na liro
- Kip Apolona z liro
- Apolon igra na liro
- Muza Terpsihora igra na liro; detalj iz Raffaellove freske